# Vincenzo Gregorio Lavazzoli
 (novembre 2023).
Si vous disposez d'ouvrages ou d'articles de référence ou si vous connaissez des sites web de qualité traitant du thème abordé ici, merci de compléter l'article en donnant les références utiles à sa vérifiabilité et en les liant à la section « Notes et références ».
 (décembre 2023).
Vincenzo Gregorio Lavazzoli (aussi orthographié Lavazzuoli), né à Naples le 13 septembre 1731 et mort dans la même ville le 8 janvier 1806), est un philosophe dominicain italien.

## Biographie
Vincenzo Gregorio Lavazzoli naît à Naples le 13 septembre 1731, dans une famille originaire de Ferrare. Il entre dans l’Ordre des Prêcheurs en 1747 au couvent de San Domenico Maggiore de Naples. En 1751, il dispute sur 25 thèses de la Somme théologique de Thomas d'Aquin sur la question de l’âme, sous la direction du Père lecteur Vincenzo Zaretti.
Ordonné prêtre en 1754, il devient professeur de philosophie au Couvent napolitain de San Pietro Martire en septembre 1755 et publie ensuite un «Specimen universae philosophiae» (1758). Il devient ensuite professeur de théologie au couvent San Domenico de Capoue (octobre 1758), puis passe au couvent de Sessa comme prédicateur annuel et à celui du Saint Rosaire à Naples. Il séjourne à Rome en 1761, puis en 1764 est nommé bibliothécaire du couvent San Domenico Maggiore de Naples et rédige notamment un inventaire des manuscrits conservés. Lavazzoli occupe également diverses fonctions religieuses, puis on le retrouve prieur du couvent de Airola (automne 1767), puis sous-prieur à San Domenico Maggiore (1768-1770).
À partir du début des années 1770, il porte le titre de « maître des études » à Naples, et devient régent du Studium. En 1788, il reçoit le titre de théologien de la ville de Naples. Jouera alors un rôle important dans la réception napolitaine des idées venues de la Révolution française : en 1789, il envoie déjà à l’impression du Sermone sopra il rispetto dovuto alle potenze sovrane. Il est nommé la même année examinateur de l’évêché (1789). Dans les débats sur la religion naturelle, Lavazzoli s'attaque aux idées de Pierre Bayle et sur l'idée que les athées peuvent vivre des vies vertueuses. Il participe à de nombreuses académies.
Il meurt en 1806, à l’âge de 75 ans.

## Œuvres
- Specimen universae philosophiae, Napoli, 1758
- Cosmologiae specimen, Napoli, 1772
- L'ateismo di necessità mena gli uomini della corruzione de' costumi, Napoli, 1795